# Серьер-де-Бриор
Серье́р-де-Брио́р (фр. Serrières-de-Briord) — коммуна во Франции, находится в регионе Рона — Альпы. Департамент — Эн. Входит в состав кантона Люи. Округ коммуны — Белле.
Код INSEE коммуны — 01403.

## География
Коммуна расположена приблизительно в 420 км к юго-востоку от Парижа, в 50 км восточнее Лиона, в 50 км к югу от Бурк-ан-Бреса.
По территории коммуны протекает река Рона, а также её приток Пемаз (фр. Pemaze).

## Климат
Климат полуконтинентальный с холодной зимой и тёплым летом. Дожди бывают нечасто, в основном летом.

## Население
Население коммуны на 2010 год составляло 1174 человека.
| 1962 | 1968 | 1975 | 1982 | 1990 | 1999 | 2010 |
| ---- | ---- | ---- | ---- | ---- | ---- | ---- |
| 705  | 773  | 824  | 825  | 834  | 960  | 1174 |

## Администрация
| Период | Период | Фамилия           | Партия       | Примечания |
| ------ | ------ | ----------------- | ------------ | ---------- |
| 1945   | 1965   | Пьер Лапьер       |              |            |
| 1965   | 1966   | Анри Пелосье      |              |            |
| 1966   | 1969   | Клодиус Жиро      |              |            |
| 1969   | 1977   | Мадлен Бонне      |              |            |
| 1977   | 2001   | Андре Сабоннадьер |              |            |
| 2001   | 2020   | Даниель Беге      | Разные левые |            |

## Экономика

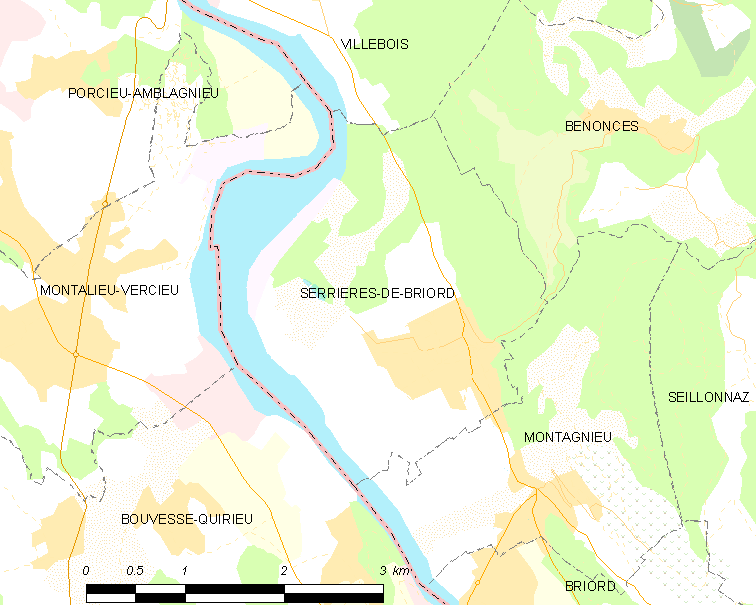
Карта коммуны

В 2010 году среди 695 человек трудоспособного возраста (15—64 лет) 535 были экономически активными, 160 — неактивными (показатель активности — 77,0 %, в 1999 году было 69,8 %). Из 535 активных жителей работали 474 человека (259 мужчин и 215 женщин), безработных было 61 (34 мужчины и 27 женщин). Среди 160 неактивных 41 человек были учениками или студентами, 64 — пенсионерами, 55 были неактивными по другим причинам.